# مارك أشتون
مارك أشتون (بالإنجليزية: Mark Ashton)‏ هو ناشط حقوق إل جي بي تي واشتراكي ‏ وسياسي بريطاني، ولد في 19 مايو 1960 في المملكة المتحدة، وتوفي في 11 فبراير 1987 في نفس البلد. حزبياً، نشط في الحزب الشيوعي في بريطانيا العظمى (1982 – ).